# Człowiek Mackintosha
Człowiek Mackintosha – amerykańsko-brytyjski thriller z 1973 roku na podstawie powieści Pułapka Desmonda Bagleya.

## Opis fabuły
Joseph Rearden – oficer brytyjskiego wywiadu, przybywa do Londynu i umawia się na spotkanie z Mackintoshem – szefem jego organizacji znajdującej się w okolicy Trafalgar Square. Mackintosh i jego zastępca, pani Smith informują go jak w prosty sposób ukraść diamenty przewożone przez pocztę nie zwracając niczyjej uwagi. Reardenowi udaje się skok i mężczyzna po pobiciu listonosza znika z paczką diamentów. Jednak wieczorem, do jego domu wchodzą dwaj policyjni detektywi, którzy otrzymali anonimowy telefon o kradzieży. Policjanci nie wierzą w zapewnienia w niewinności Reardena.
Sędzia podczas rozprawy jest zawiedziony nieudanymi próbami zdobycia informacji o diamentach i skazuje Reardena na 20 lat więzienia. Mężczyzna zostaje przewieziony do więzienia na północy Anglii. Powoli zaczyna się aklimatyzować i zajmuje się praniem. Kilka dni później pojawia się Slade, były brytyjski szpieg zdemaskowany jako kret KGB.

## Obsada
- Paul Newman – Joseph Rearden
- Dominique Sanda – Pani Smith
- James Mason – Sir George Wheeler
- Harry Andrews – Mackintosh
- Ian Bannen – Slade
- Michael Hordern – Brown
- Nigel Patrick – Soames-Trevelyan
- Peter Vaughan – Brunskill
- Roland Culver – Sędzia
- Percy Herbert – Taafe
- Robert Lang – Jack Summers
- Jenny Runacre – Gerda
- John Bindon – Buster